# Doleschallia argyroides
Doleschallia argyroides är en fjärilsart som beskrevs av Hans Fruhstorfer 1912. Doleschallia argyroides ingår i släktet Doleschallia och familjen praktfjärilar. Inga underarter finns listade i Catalogue of Life.